# Jana Perlberg
Jana Perlberg (Ciudad de Brandeburgo, RDA, 11 de enero de 1966) es una deportista alemana que compitió en judo. Ganó tres medallas en el Campeonato Europeo de Judo entre los años 1990 y 1996.
Participó en los Juegos Olímpicos de Atlanta 1996, donde finalizó decimoquinta en la categoría de –48 kg.

## Palmarés internacional
| Representando a la RDA   |                        |                   |           |
| Campeonato Europeo       |                        |                   |           |
| Año                      | Lugar                  | Medalla           | Categoría |
| 1990                     | Fráncfort (RFA)        | Medalla de bronce | –48 kg    |
| Representando a Alemania |                        |                   |           |
| Campeonato Europeo       |                        |                   |           |
| Año                      | Lugar                  | Medalla           | Categoría |
| 1993                     | Atenas (Grecia)        | Medalla de oro    | –48 kg    |
| 1996                     | La Haya (Países Bajos) | Medalla de plata  | –48 kg    |